# Sportåret 1802

## Händelser

### Boxning

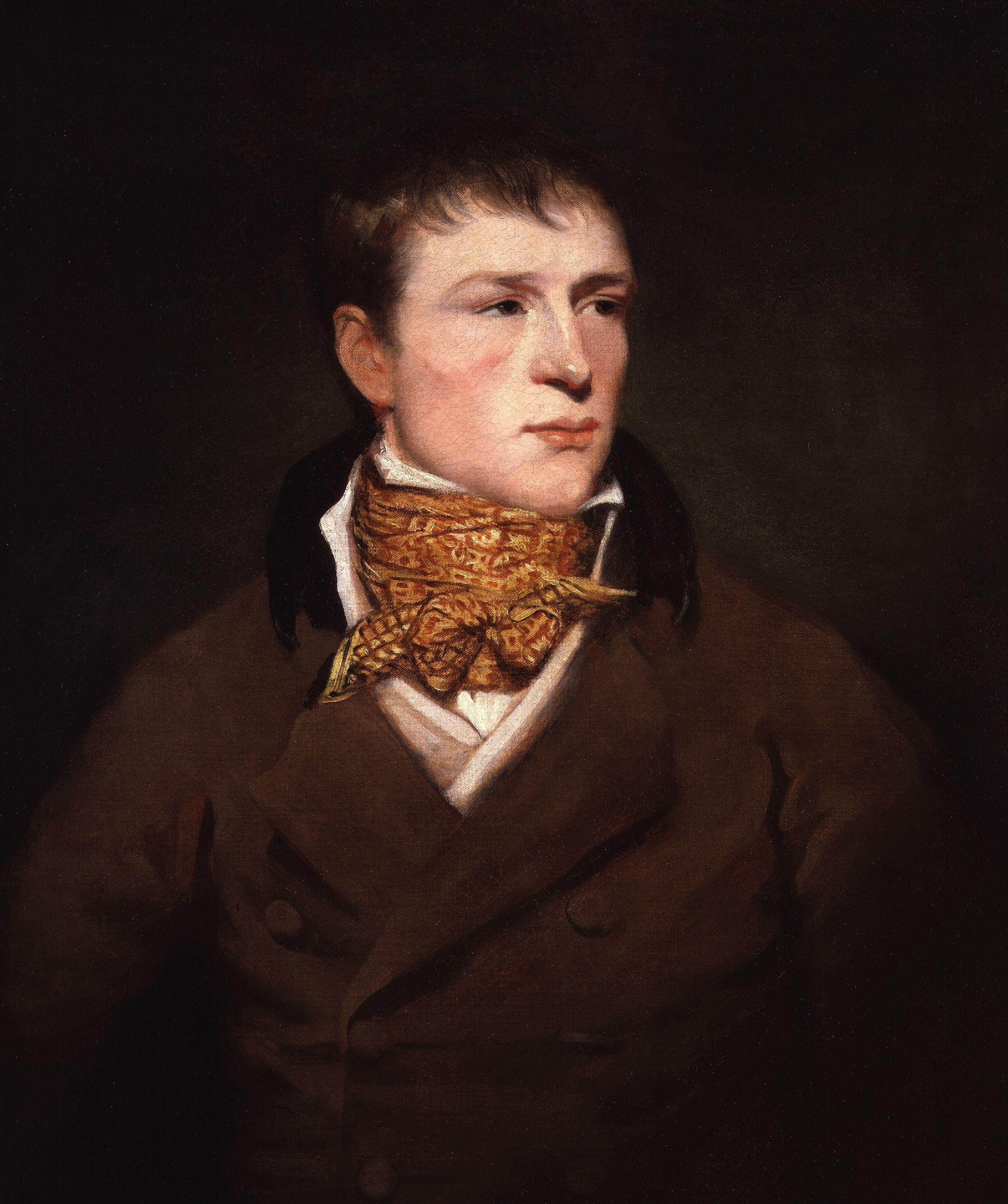
Jem Belcher.

- 20 augusti – Jem Belcher besegrar Joe Berks i Hanover Spa i London och försvarar därmed sin engelska mästerskapstitel i tungvikt. Matchen varar i tio minuter över 13 ronder.[1]